# Дой Місакі
Дой Місакі (яп. 土居美咲, 29 квітня 1991) — японська тенісистка.
Дой Місакі почала грати в теніс у віці 3 років і стала професіоналом у віці 17 років у 2008. Свою першу перемогу в турнірі WTA в одиночному розряді вона здобула на BGL Luxembourg Open 2015. Вона має в своєму активі також перемогу в парному розряді, здобуту на Istanbul Cup 2014 разом із Еліною Світоліною.

## Фінали Туру WTA

### Одиночний розряд: 3 (1 титул, 2 поразки)
| Легенда                |
| ---------------------- |
| Турніри Великого шлему |
| Турніри WTA 1000       |
| Турніри WTA 500        |
| Турніри WTA 250 (1–2)  |

| Фінали за покриттям |
| ------------------- |
| Тверде (1–2)        |
| Ґрунт (0–0)         |
| Трава (0–0)         |
| Килим (0–0)         |

| Результат | В-П | Дата     | Турнір                          | Категорія     | Покриття   | Опонент       | Рахунок            |
| --------- | --- | -------- | ------------------------------- | ------------- | ---------- | ------------- | ------------------ |
| Перемога  | 1–0 | Жов 2015 | BGL Luxembourg Open, Люксембург | International | Тверде (i) | Мона Бартель  | 6–4, 6–7(7–9), 6–0 |
| Поразка   | 1–1 | Лют 2016 | WTA Taiwan Open, Тайвань        | International | Тверде     | Вінус Вільямс | 4–6, 2–6           |
| Поразка   | 1–2 | Вер 2019 | Japan Women's Open, Японія      | International | Тверде     | Хібіно Нао    | 3–6, 2–6           |

### Парний розряд: 3 (2 титули, 1 поразка)
| Легенда       |
| ------------- |
| Grand Slam    |
| WTA 1000      |
| WTA 500       |
| WTA 250 (2–1) |

| Фінали за покриттям |
| ------------------- |
| Тверде (2–1)        |
| Трава (0–0)         |
| Ґрунт (0–0)         |
| Килим (0–0)         |

| Результат | В-П | Дата     | Турнір                      | Категорія     | Покриття | Партнер         | Опоненти                         | Рахунок          |
| --------- | --- | -------- | --------------------------- | ------------- | -------- | --------------- | -------------------------------- | ---------------- |
| Перемога  | 1–0 | Лип 2014 | Istanbul Cup, Туреччина     | International | Тверде   | Еліна Світоліна | Оксана Калашникова Пауля Каня    | 6–4, 6–0         |
| Поразка   | 1–1 | Вер 2015 | Japan Women's Open, Японія  | International | Тверде   | Нара Курумі     | Латіша Чжань Чжань Хаоцін        | 1–6, 2–6         |
| Перемога  | 2–1 | Вер 2019 | Японія Women's Open, Японія | International | Тверде   | Хібіно Нао      | Крістіна Макгейл Валерія Савіних | 3–6, 6–4, [10–4] |

## Зовнішні посилання
- Досьє на сайті WTA [Архівовано 29 червня 2015 у Wayback Machine.]